# Chiesa delle Quarant'ore
La chiesa delle Quarant'ore era un edificio religioso di Mantova, situato nella via delle Quarant'ore (ora via Mazzini) e ora scomparso. Era consacrato al culto della Passione di Gesù.

## Storia
Edificata probabilmente nel Cinquecento, fa parte attualmente del Palazzo Guidi di Bagno, residenza della nobile famiglia Guidi di Bagno, sede della Prefettura e dell'Amministrazione Provinciale.
Della chiesa sono rimasti i soli muri perimetrali e alcuni locali.

### Sepolti illustri
Nella chiesa trovò sepoltura Giovanni Gonzaga (†1743), figlio naturale di Ferdinando Carlo di Gonzaga-Nevers, ultimo duca di Mantova.